# Cajuata
Cajuata è un comune (municipio in spagnolo) della Bolivia nella provincia di Inquisivi (dipartimento di La Paz) con 6.802 abitanti (dato 2010).

## Cantoni
Il comune è suddiviso in 4 cantoni (popolazione 2001):
- Cajuata - 2.894 abitanti
- Circuata - 3.210 abitanti
- Huaritolo - 565 abitanti
- Suri - 1.088 abitanti